# Seznam mírových operací OSN
Seznam mírových operací OSN uvádí mírové mise Organizace spojených národů od jejího založení v roce 1945 podle regionů, s daty nasazení, názvem operace a názvem souvisejícího konfliktu.
Udržování míru, jak je definováno Organizací spojených národů, je způsob, jak zemím zmítaným konfliktem pomoci vytvořit podmínky pro udržitelný mír. Mírové jednotky OSN – vojáci a vojenští důstojníci, policisté a civilní pracovníci z mnoha zemí – sledují a pozorují mírové procesy, které se objevují v postkonfliktních situacích, a pomáhají bývalým bojovníkům při realizaci podepsaných mírových dohod. Taková pomoc má mnoho forem, včetně opatření na budování důvěry, ujednání o sdílení moci, volební podpory, posilování právního státu a hospodářského a sociálního rozvoje.
Charta Organizace spojených národů dává Radě bezpečnosti pravomoc a odpovědnost podnikat kolektivní akce k udržení mezinárodního míru a bezpečnosti. Z tohoto důvodu se mezinárodní společenství obvykle obrací na Radu bezpečnosti, aby schválila mírové operace. Většinu těchto operací zavádí a provádí sama Organizace spojených národů s jednotkami sloužícími pod operačním velením OSN. V ostatních případech, kdy přímé zapojení OSN není považováno za vhodné nebo proveditelné, Rada zmocňuje regionální organizace, jako je Severoatlantická aliance, Hospodářské společenství západoafrických států nebo koalice zemí ochotných zabezpečovat funkce potřebné pro udržování nebo prosazování míru. V moderní době se mírové operace rozvinuly do mnoha různých podob, včetně diplomatických vztahů s jinými zeměmi, mezinárodních orgánů spravedlnosti (jako je Mezinárodní trestní soud) a odstraňování problémů, které mohou vést k novým incidentům (např. likvidace nášlapných min).

## Dokončené mise

### Afrika
| Datum operace | Jméno operace                                                                       | Lokalizace                     | Konflikt                     | Odkaz                                                 |  |
| ------------- | ----------------------------------------------------------------------------------- | ------------------------------ | ---------------------------- | ----------------------------------------------------- |  |
| 1960–1964     | Operace OSN v Kongu (ONUC)                                                          |                                | Kongo                        | Konžská krize                                         |  |
| 1988–1991     | Ověřovací mise v Angole I (UNAVEM I)                                                | Angola                         | Angola                       | Angolská válka za nezávislost                         |  |
| 1989–1990     | Přechodná pomoc OSN (UNTAG)                                                         | Namibie                        | Namibie                      | Válka za nezávislost Namibie                          |  |
| 1991–1995     | Ověřovací mise v Angole II (UNAVEM II)                                              | Angola                         | Angola                       | Angolská občanská válka                               |  |
| 1992–1994     | Operace OSN v Mosambiku (ONUMOZ)                                                    | Mosambik                       | Mosambik                     | Občanská válka v Mosambiku                            |  |
| 1992–1993     | Operace OSN v Somálsku I (UNOSOM I)                                                 | Somálsko                       | Somálsko                     | Občanská válka v Somálsku                             |  |
| 1993–1997     | Pozorovatelská mise OSN v Libérii (UNOMIL)                                          | Libérie                        | Libérie                      | Občanská válka v Libérii                              |  |
| 1993–1994     | Pozorovatelská mise OSN v Ugandě a Rwandě (UNOMUR)                                  |                                | Rwanda                       | Rwandská genocida                                     |  |
| 1993–1994     | Pozorovatelská mise OSN v Ugandě a Rwandě (UNOMUR)                                  | Uganda                         | Uganda                       | Rwandská genocida                                     |  |
| 1993–1996     | Mise OSN na pomoc Rwandě (UNAMIR)                                                   |                                | Rwanda                       | Rwandská genocida                                     |  |
| 1993–1995     | Operace OSN v Somálsku II (UNOSOM II)                                               | Somálsko                       | Somálsko                     | Občanská válka v Somálsku                             |  |
| 1994          | Pozorovatelská skupina OSN v Pásmu Aozou (UNASOG)                                   | Čad                            | Čad                          | Spor o Aouzou                                         |  |
| 1994          | Pozorovatelská skupina OSN v Pásmu Aozou (UNASOG)                                   | Libye                          | Libye                        | Spor o Aouzou                                         |  |
| 1995–1997     | Ověřovací mise v Angole III (UNAVEM III)                                            | Angola                         | Angola                       | Angolská občanská válka                               |  |
| 1990–1999     | Pozorovatelská mise OSN v Angole (MONUA)                                            | Angola                         | Angola                       | Angolská občanská válka                               |  |
| 1998–1999     | Pozorovatelská mise OSN v Sierra Leone (UNOMSIL)                                    | Sierra Leone                   | Sierra Leone                 | Občanská válka v Sierra Leone                         |  |
| 1998–2000     | Mise OSN ve Středoafrické republice (MINURCA)                                       | Středoafrická republika        | Středoafrická republika      | vzpoury ve Středoafrické republice                    |  |
| 1999–2005     | Mise OSN v Sierra Leone (UNAMSIL)                                                   | Sierra Leone                   | Sierra Leone                 | Občanská válka v Sierra Leone                         |  |
| 2004–2006     | Operace OSN v Burundi (ONUB)                                                        | Burundi                        | Burundi                      | Občanská válka v Burundi                              |  |
| 2004–2007     | Pozorovatelská mise OSN v Etiopii a Eritreji (UNMEE)                                | Etiopie                        | Etiopie                      | Eritrejsko-etiopská válka                             |  |
| 2004–2007     | Pozorovatelská mise OSN v Etiopii a Eritreji (UNMEE)                                | Eritrea                        | Eritrea                      | Eritrejsko-etiopská válka                             |  |
| 1999–2010     | United Nations Organization Mission in the Democratic Republic of the Congo (MONUC) | Konžská demokratická republika | Kongo                        | Druhá válka v Kongu                                   |  |
| 2007–2010     | United Nations Mission in the Central African Republic and Chad (MINURCAT)          | Čad · Středoafrická republika  | Čad, Středoafrická republika | Konflikt v Dárfúru, Občanská válka v Čadu (2005-2010) |  |
| 2005–2011     | United Nations Mission in the Sudan (UNMIS)                                         | Súdán                          | Súdán                        | Druhá súdánská občanská válka                         |  |
| 2004–2017     | Operace OSN v Pobřeží slonoviny (UNOCI)                                             | Pobřeží slonoviny              | Pobřeží slonoviny            | Občanská válka v Pobřeží slonoviny                    |  |
| 2003–2018     | Mise OSN v Libérii (UNMIL)                                                          | Libérie                        | Libérie                      | Druhá občanská válka v Libérii                        |  |
| 2007–2020     | Mise OSN a Africké unie v Súdánu (UNAMID)                                           | Súdán                          | Súdán                        | Konflikt v Dárfúru                                    |  |
| 2013–2023     | Mise OSN v Mali (MINUSMA)                                                           | Mali                           | Mali                         | Povstání Tuaregů                                      |  |

### Amerika
| Datum operace | Název operace                                                              | Lokalizace             | Konflikt               | Odkaz                                   |  |
| ------------- | -------------------------------------------------------------------------- | ---------------------- | ---------------------- | --------------------------------------- |  |
| 1965–1966     | Mise představitele generálního tajemníka v Dominikánské republice (DOMREP) | Dominikánská republika | Dominikánská republika | Občanská válka v Dominikánské republice |  |
| 1989–1992     | Pozorovatelská skupina OSN ve Střední Americe (ONUCA)                      | Kostarika              | Kostarika              | Občanská válka v Nikaragui              |  |
| 1989–1992     | Pozorovatelská skupina OSN ve Střední Americe (ONUCA)                      | Salvador               | Salvador               | Občanská válka v Nikaragui              |  |
| 1989–1992     | Pozorovatelská skupina OSN ve Střední Americe (ONUCA)                      | Guatemala              | Guatemala              | Občanská válka v Nikaragui              |  |
| 1989–1992     | Pozorovatelská skupina OSN ve Střední Americe (ONUCA)                      | Honduras               | Honduras               | Občanská válka v Nikaragui              |  |
| 1989–1992     | Pozorovatelská skupina OSN ve Střední Americe (ONUCA)                      | Nikaragua              | Nikaragua              | Občanská válka v Nikaragui              |  |
| 1991–1995     | Pozorovatelská mise OSN v Salvadoru (ONUSAL)                               | Salvador               | Salvador               | Občanská válka v Salvadoru              |  |
| 1993–1996     | Mise OSN na Haiti (UNMIH)                                                  | Haiti                  | Haiti                  | Vojenský převrat na Haiti               |  |
| 1996–1997     | Podpůrná mise OSN na Haiti (UNSMIH)                                        | Haiti                  | Haiti                  | Stabilizace demokratických poměrů       |  |
| 1997          | Ověřovací mise OSN v Guatemale (MINUGUA)                                   | Guatemala              | Guatemala              | Občanská válka v Guatemale              |  |
| 1997          | Mise OSN pro přechodné období na Haiti (UNTMIH)                            | Haiti                  | Haiti                  | Trénink haitské policie                 |  |
| 1997–2000     | Civilní policejní mise OSN na Haiti (MIPONUH)                              | Haiti                  | Haiti                  | Trénink haitské policie                 |  |
| 2000–2001     | Mezinárodní civilní podpůrná mise OSN na Haiti (MICAH)                     | Haiti                  | Haiti                  | Trénink haitské policie                 |  |
| 2004–2017     | Mise OSN pro udržování bezpečnosti a stability na Haiti (MINUSTAH)         | Haiti                  | Haiti                  | Nepokoje 2004                           |  |
| 2017–2019     | Mise OSN pro podporu spravedlnosti na Haiti (MINUJUSTH)                    | Haiti                  | Haiti                  | Nepokoje 2004                           |  |

### Asie
| Datum operace | Název operace                                                 | Lokalizace     | Konflikt       | Odkaz                            |                                             |
| ------------- | ------------------------------------------------------------- | -------------- | -------------- | -------------------------------- | ------------------------------------------- |
| 1962–1963     | Bezpečností síly OSN v Západní Papui (UNSF)                   | Západní Papua  | Západní Papua  | převzetí Západní Papuy Indonésií |                                             |
| 1962–1963     | Bezpečností síly OSN v Západní Papui (UNSF)                   | Nizozemsko     | Západní Papua  | převzetí Západní Papuy Indonésií |                                             |
| 1962–1963     | Bezpečností síly OSN v Západní Papui (UNSF)                   | Indonésie      | Západní Papua  | převzetí Západní Papuy Indonésií |                                             |
| 1965–1966     | Indo-pákistánská pozorovatelská mise OSN (UNIPOM)             | Indie          | Indie          | Indicko-pákistánská válka (1965) |                                             |
| 1965–1966     | Indo-pákistánská pozorovatelská mise OSN (UNIPOM)             | Pákistán       | Pákistán       | Indicko-pákistánská válka (1965) |                                             |
| 1988–1990     | Zprostředkovací mise OSN v Afghánistánu a Pákistánu (UNGOMAP) | Afghánistán    | Afghánistán    | Sovětská invaze do Afghánistánu  |                                             |
| 1988–1990     | Zprostředkovací mise OSN v Afghánistánu a Pákistánu (UNGOMAP) | Pákistán       | Pákistán       | Sovětská invaze do Afghánistánu  |                                             |
| 1991–1992     | Předběžná mise OSN v Kambodži (UNAMIC)                        |                | Kambodža       | pád Rudých Khmerů                |                                             |
| 1992–1993     | Dočasná správa OSN v Kambodži (UNTAC)                         |                | Kambodža       | pád Rudých Khmerů                |                                             |
| 1994–2000     | Pozorovatelská mise OSN v Tádžikistánu (UNMOT)                | Tádžikistán    | Tádžikistán    | Občanská válka v Tádžikistánu    |                                             |
| 1999          | Mise OSN ve Východním Timoru (UNAMET)                         | Východní Timor | Východní Timor | invaze a okupace Indonésií       |                                             |
| 1999          | Mise OSN ve Východním Timoru (UNAMET)                         | Indonésie      | Východní Timor | invaze a okupace Indonésií       |                                             |
| 1999–2002     | Přechodná správa OSN ve Východním Timoru (UNTAET)             | Východní Timor | Východní Timor | invaze a okupace Indonésií       |                                             |
| 1999–2002     | Přechodná správa OSN ve Východním Timoru (UNTAET)             | Indonésie      | Východní Timor | invaze a okupace Indonésií       |                                             |
| 2002–2005     | Mise OSN pro podporu Východního Timoru (UNMISET)              | Východní Timor | Východní Timor | invaze a okupace Indonésií       |                                             |
| 2002–2005     | UN Pomocná mise v Afghánistánu (UNAMA)                        | Afghánistán    | Afghánistán    | Americká válka v Afghánistánu    | Archivováno 19. 4. 2005 na Wayback Machine. |
| 2006–2012     | Civilní mise OSN ve Východním Timoru (UNMIT)                  | Východní Timor | Východní Timor | Východotimorská krize 2006       |                                             |

### Evropa
| Datum operace | Název operace                                                                    | Lokalizace          | Konflikt            | Odkaz                        |  |
| ------------- | -------------------------------------------------------------------------------- | ------------------- | ------------------- | ---------------------------- |  |
| 1992–1995     | Ochranná síla OSN (UNPROFOR)                                                     |                     | Bývalá Jugoslávie   | Válka v Jugoslávii           |  |
| 1992–1995     | Ochranná síla OSN (UNPROFOR)                                                     | Chorvatsko          | Bývalá Jugoslávie   | Válka v Jugoslávii           |  |
| 1992–1995     | Ochranná síla OSN (UNPROFOR)                                                     |                     | Bývalá Jugoslávie   | Válka v Jugoslávii           |  |
| 1992–1995     | Ochranná síla OSN (UNPROFOR)                                                     | Jugoslávie          | Bývalá Jugoslávie   | Válka v Jugoslávii           |  |
| 1993–2009     | Pozorovatelská mise OSN v Gruzii (UNOMIG)                                        | Gruzie              | Gruzie              | Válka v Abcházii             |  |
| 1994–1996     | Operace spojených národů na obnovení důvěry (UNCRO)                              | Chorvatsko          | Chorvatsko          | Válka v Chorvatsku           |  |
| 1995–2002     | Mise OSN v Bosně a Hercegovině (UNMIBH)                                          | Bosna a Hercegovina | Bosna a Hercegovina | Válka v Bosně a Hercegovině  |  |
| 1995–1999     | Preventivní rozmístění sil OSN (UNPREDEP)                                        | Severní Makedonie   | Makedonie           | následky jugoslávských válek |  |
| 1996–1998     | Přechodná správa OSN ve Východní Slavonii, Baranje a Západního Sirmiumu (UNTAES) | Chorvatsko          | Chorvatsko          | Válka v Chorvatsku           |  |
| 1996–2002     | Pozorovatelská mise OSN na Prevlace (UNMOP)                                      | Chorvatsko          | poloostrov Prevlaka | Spor o poloostrov Prevlaka   |  |
| 1996–2002     | Pozorovatelská mise OSN na Prevlace (UNMOP)                                      | Jugoslávie          | poloostrov Prevlaka | Spor o poloostrov Prevlaka   |  |
| 1998          | Podpůrná mise OSN v Chorvatsku (UNPSG)                                           | Chorvatsko          | Chorvatsko          | Válka v Chorvatsku           |  |

### Blízký Východ
| Datum operace | Jméno operace                                              | Lokalizace | Konflikt | Odkaz                          |                                            |
| ------------- | ---------------------------------------------------------- | ---------- | -------- | ------------------------------ | ------------------------------------------ |
| 1956–1967     | První pohotovostní jednotka OSN (UNEF I)                   |            | Egypt    | Šestidenní válka               |                                            |
| 1956–1967     | První pohotovostní jednotka OSN (UNEF I)                   | Izrael     | Izrael   | Šestidenní válka               |                                            |
| 1958          | Pozorovatelská skupina OSN v Libanonu (UNOGIL)             | Libanon    | Libanon  | Občanská válka v Libanonu 1958 |                                            |
| 1963–1964     | Pozorovatelská mise OSN v Jemenu (UNYOM)                   |            | Jemen    | Občanská válka v Jemenu        |                                            |
| 1973–1979     | Druhá pohotovostní jednotka OSN (UNEF II)                  | Egypt      | Egypt    | Jomkipurská válka              |                                            |
| 1973–1979     | Druhá pohotovostní jednotka OSN (UNEF II)                  | Izrael     | Izrael   | Jomkipurská válka              |                                            |
| 1988–1991     | Vojenská pozorovatelská mise OSN v Iráku a Íránu (UNIIMOG) | Írán       | Írán     | Íránsko-irácká válka           |                                            |
| 1988–1991     | Vojenská pozorovatelská mise OSN v Iráku a Íránu (UNIIMOG) | Irák       |          | Íránsko-irácká válka           |                                            |
| 1991–2003     | Humanitární strážní mise OSN v Iráku (UNGCI)               |            | Irák     |                                | Archivováno 2. 4. 2010 na Wayback Machine. |
| 1991–2003     | Pozorovatelská mise OSN v Iráku a Kuvajtu (UNIKOM)         |            | Irák     | Válka v Zálivu                 |                                            |
| 1991–2003     | Pozorovatelská mise OSN v Iráku a Kuvajtu (UNIKOM)         | Kuvajt     | Kuvajt   | Válka v Zálivu                 |                                            |
| 2012          | United Nations Supervision Mission in Syria (UNSMIS)       | Sýrie      | Sýrie    | Občanská válka v Sýrii         |                                            |

## Aktuální rozmístění

### Afrika
| Zahájení operace | Název operace                                              | Lokalizace                     | Konflikt                | Odkaz                                     |  |
| ---------------- | ---------------------------------------------------------- | ------------------------------ | ----------------------- | ----------------------------------------- |  |
| 1991             | Mise OSN v Západní Sahaře (MINURSO)                        | Západní Sahara                 | Západní Sahara          | okupace Západní Sahary Marokem            |  |
| 2010             | Stabilizační mise OSN v Kongu (MONUSCO)                    | Konžská demokratická republika | Kongo                   | Konflikt v Kivu                           |  |
| 2011             | Prozatímní bezpečnostní síly OSN pro Abyei (UNISFA)        | Súdán                          | Súdán                   | Konflikt v Jižním Kordofánu               |  |
| 2011             | Mise OSN v Jižním Súdánu (UNMISS)                          | Jižní Súdán                    | Jižní Súdán             | Druhá súdánská občanská válka             |  |
| 2014             | Stabilizační mise OSN ve Středoafrické republice (MINUSCA) | Středoafrická republika        | Středoafrická republika | Občanská válka ve Středoafrické republice |  |

### Amerika
| Zahájení operace | Název operace | Lokalizace | Konflikt | Odkaz |
| ---------------- | ------------- | ---------- | -------- | ----- |

### Asie
| Zahájení operace | Název operace                                                     | Lokalizace | Konflikt | Odkaz                     |  |
| ---------------- | ----------------------------------------------------------------- | ---------- | -------- | ------------------------- |  |
| 1949             | Vojenská pozorovatelská skupina OSN v Indii a Pákistánu (UNMOGIP) | Indie      | Indie    | Indicko-pákistánské války |  |
| 1949             | Vojenská pozorovatelská skupina OSN v Indii a Pákistánu (UNMOGIP) | Pákistán   | Pákistán | Indicko-pákistánské války |  |

### Evropa
| Zahájení operace | Název operace                      | Lokalizace   | Konflikt | Odkaz          |  |
| ---------------- | ---------------------------------- | ------------ | -------- | -------------- |  |
| 1964             | Mírová mise OSN na Kypru (UNFICYP) | Kypr         | Kypr     | Kyperský spor  |  |
| 1964             | Mírová mise OSN na Kypru (UNFICYP) | Severní Kypr |          | Kyperský spor  |  |
| 1999             | Mise OSN v Kosovu (UNMIK)          | Kosovo       | Kosovo   | Válka v Kosovu |  |
| 1999             | Mise OSN v Kosovu (UNMIK)          | Srbsko       | Kosovo   | Válka v Kosovu |  |

### Blízký východ
| Zahájení operace | Název operace                                | Lokalizace | Konflikt        | Odkaz                                                        |  |
| ---------------- | -------------------------------------------- | ---------- | --------------- | ------------------------------------------------------------ |  |
| 1948             | Mise OSN dohlížející na příměří (UNTSO)      |            | Blízký východ   | Monitorování příměří a asistence ostatním misím OSN          |  |
| 1974             | Pozorovatelská nezúčastněná mise OSN (UNDOF) | Sýrie      | Golanské výšiny | Jomkipurská válka                                            |  |
| 1978             | Mise OSN v Libanonu (UNIFIL)                 | Libanon    | Libanon         | Izraelská invaze do Libanonu a Druhá libanonská válka (2006) |  |